# Carl Otto von Kalckreuth
Carl Otto von Kalckreuth (* 15. Juli 1835 in Bielsko, Kreis Birnbaum; † 4. September 1900 in Muchoczyn, Kreis Birnbaum) war ein preußischer Offizier und Landtagsabgeordneter.

## Leben

### Herkunft
Seine Eltern waren der preußische Rittmeister Karl Eduard von Kalckreuth (* 29. November 1800; † 15. März 1864) und Albertine Josepha Ulrike von Tempelhoff (* 30. Oktober 1800; † 14. Februar 1837). Sein Vater heiratete noch zweimal: Sophie von Plessen-Meerheimb († 1847) und Louise von der Hellen (* 5. Juni 1800; † 7. Januar 1873).

### Werdegang
Er wurde Rittmeister im Rheinischen Kürassier-Regiment Nr. 8. 1864 schied er aus dem Militärdienst aus und widmete sich der Verwaltung des eigenen Gutes. Von 1871 bis 1876 war er Deichhauptmann des Kreises Birnbaum wirkte als Landrat im Kreis Birnbaum von 1876 bis 1887. Kalckreuth war 1879 bis 1888 Mitglied des Preußischen Abgeordnetenhauses für den Wahlkreis Posen 3 (Kreis Samter – Kreis Birnbaum). 1894 wurde er in das Preußische Herrenhaus berufen, dem er bis zu seinem Tode 1900 angehörte.
Er war Mitglied der Meseritzer Freimaurerloge Louise zur Unsterblichkeit.

### Familie
Er heiratete am 19. Juni 1866 die Gräfin Marie Julie Diana von Beust (* 22. Januar 1845), eine Tochter des Generalleutnants Friedrich von Beust. Das Paar hatte folgende Kinder:
- Marie Cäcilie Elisabeth (* 9. Mai 1867) ⚭ 1894 Freiherr Hans von Seherr-Thoß
- Karl Friedrich Wilhelm (* 31. März 1873), preußischer Leutnant

Carl Otto von Kalckreuth war am 1. März 1882 einer von vierzehn Vettern derer von Kalckreuth, welche in Berlin die Statuten des Familienverbandes unterzeichneten. Beschlossen wurden regelmäßige Familientage, die Bestellung eines Vorstandes sowie ein Stipendium für unverheiratete Töchter und Witwen des Adelsgeschlechts.